# 长春公交

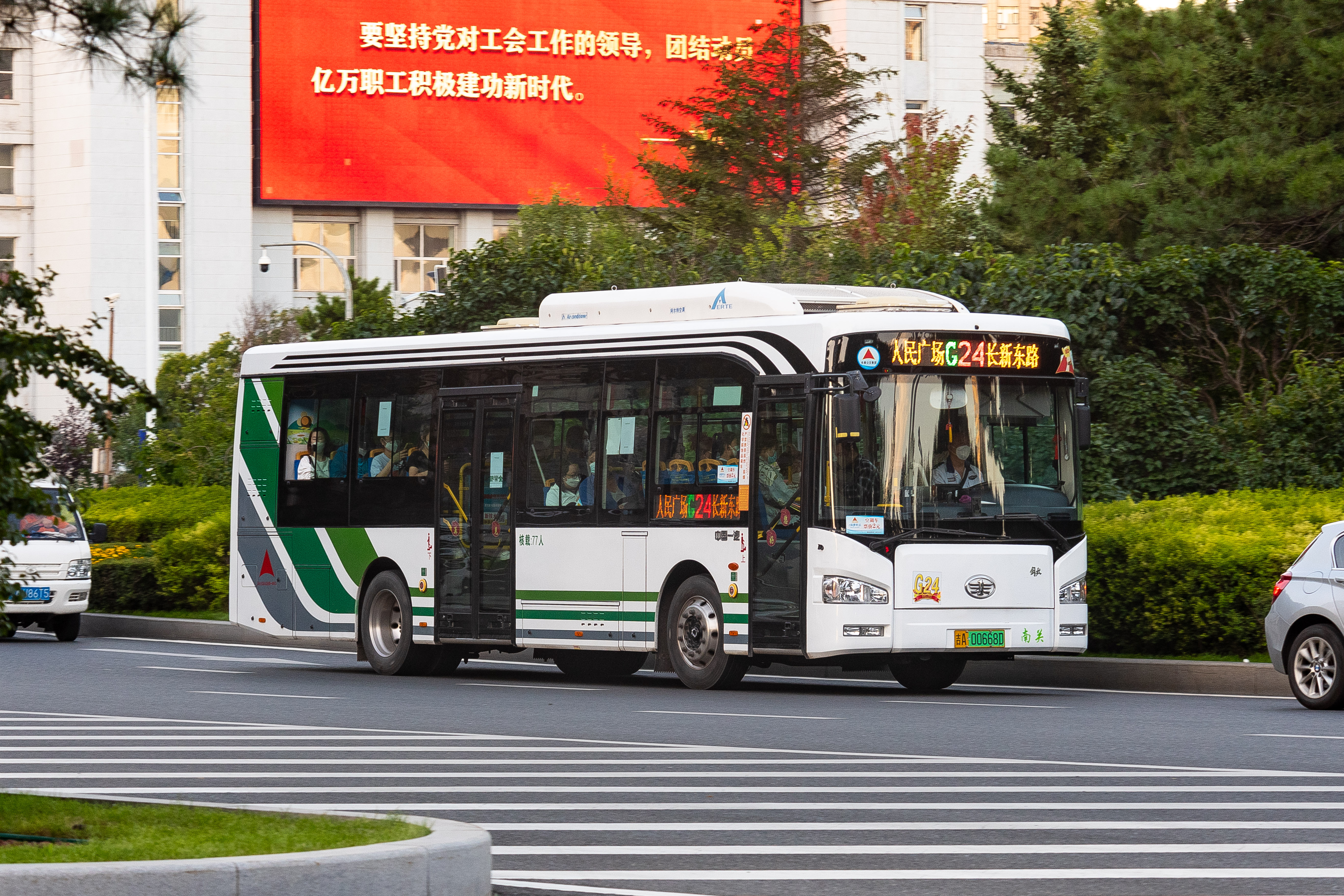
干线24路的一汽CA6100URBEV25型城市客车

长春公交是中国长春市的一个公共汽车与有轨电车系统，主要服务于长春市区，并连接长春市主城五区郊区、九台区卡伦湖街道及东湖街道、双阳区奢岭街道、农安县合隆镇以及公主岭市大岭镇。总共有216条线路（含文字线路，不含使用相同路号的区间线路和副线），其中140条由长春公交集团运营，77条由民营公司运营 。
长春公交的主要运营商是长春公交集团，此外还有民营的23家公交公司，其中圆通公司、亨通公司和金瑞公司的运营线路数量为10条以上
。
截至2014年，长春市一共有4589台公共汽电车，其中属于公交集团的约3200台

## 线路编号
长春公交原编号如下：
| 线路      | 说明                 | 运营单位     | 票价                                  |
| --------- | -------------------- | ------------ | ------------------------------------- |
| 1-99路    | 市区公交线路。       | 长春公交集团 | 1元票价（非空调车） 2元票价（空调车） |
| 100-199路 | 私营线路及郊区线路。 |              | 1元票价（非空调车） 2元票价（空调车） |
| 200-299路 | 多为新城区线路。     | 长春公交集团 | 1元票价（非空调车） 2元票价（空调车） |
| 300-399路 |                      | 长春公交集团 | 1元票价（非空调车） 2元票价（空调车） |

2020年，长春公交按线路层级分类对全市公交线路编号进行统一命名和更名，增加了如下分类。
| 线路      | 说明     |
| --------- | -------- |
| K+数字    | 快线     |
| G+数字    | 干线     |
| Z+数字    | 支线     |
| 地名+数字 | 微循环线 |
| T+数字    | 特色线路 |